# Berg bei Neumarkt in der Oberpfalz
Berg bei Neumarkt in der Oberpfalz (ufficialmente Berg b. Neumarkt i. d. OPf., letteralmente "Berg presso Neumarkt nell'Alto Palatinato") è un comune tedesco di 7 612 abitanti, situato nel land della Baviera.